# Заря (пролив)
Заря (якут. «Заря» силбэһиитэ) — пролив в Северном Ледовитом океане, отделяет остров Котельный на востоке от острова Бельковский на западе из группы островов Анжу. Соединяет акватории моря Лаптевых.
Длина около 65 км. Минимальная ширина 22 км. Максимальная глубина около 23 м. Берег обрывистый, местами болотистый.
На западном берегу пролива выделяются мысы Плоский, Лагерный (остров Бельковский) и Домашний, Западный, Дурной, Северный, Вальтера (Могильный), Розовый (Вальтера) (остров Котельный). В пролив впадает много рек и ручьёв, крупнейшие из которых Михайлова, Однобокий и Потерянный. На восточном побережье выделяются полуострова Тас-Ары и Михайлова. В восточной части пролива расположены лагуны Нерпалах, Дурная и Старая Михайлова, залив Стахановцев Арктики, губа Нерпичья. В заливе Стахановцев Арктики расположен остров Усук-Карга.
Назван в честь шхуны «Заря», на которой была совершена Русская полярная экспедиция под руководством барона Эдуарда Толля в 1900—1902 годах.
Берега пролива не заселены. Согласно административно-территориальному делению России пролив находится в акватории Булунского улуса Якутии.